# Larisa Seleznëva
Larisa Jur'evna Seleznëva, coniugata Makarova (in russo Лариса Юрьевна Селезнёва-Макарова?; Leningrado, 12 settembre 1963), è un'ex pattinatrice artistica su ghiaccio sovietica, dal 1991 russa, specializzata nel pattinaggio artistico su ghiaccio a coppie.

## Palmarès
Coppie con Oleg Makarov
| Internazionali              | Internazionali | Internazionali | Internazionali | Internazionali | Internazionali | Internazionali | Internazionali | Internazionali | Internazionali | Internazionali | Internazionali | Internazionali |
| Evento                      | 1978–79        | 1979–80        | 1980–81        | 1981–82        | 1982–83        | 1983–84        | 1984–85        | 1985–86        | 1986–87        | 1987–88        | 1988–89        | 1989–90        |
| --------------------------- | -------------- | -------------- | -------------- | -------------- | -------------- | -------------- | -------------- | -------------- | -------------- | -------------- | -------------- | -------------- |
| Giochi olimpici invernali   |                |                |                |                |                | 3°             |                |                |                | 4°             |                |                |
| Campionati mondiali         |                |                |                |                |                | 4°             | 2°             | 4°             | 4°             | 3°             |                | 4°             |
| Campionati europei          |                |                |                |                |                | 4°             | 2°             |                | 1°             | 2°             | 1°             | 2°             |
| NHK Trophy                  |                |                |                |                |                |                |                |                |                |                | 1°             | 2°             |
| [Prize of Moscow News       |                |                |                | 1°             | 2°             |                | 1°             | 1°             |                | 3°             |                |                |
| Ennia Challenge             |                |                |                | 2°             | 1°             |                | 1°             |                |                |                |                |                |
| Internazionali: Junior      |                |                |                |                |                |                |                |                |                |                |                |                |
| Campionati mondiali         | 2°             | 1°             | 1°             |                |                |                |                |                |                |                |                |                |
| Nazionali                   |                |                |                |                |                |                |                |                |                |                |                |                |
| Campionati sovietici        |                |                |                | 5°             | 4°             | 1°             | 1°             |                | 2°             | 1°             | 1°             | 1°             |
| Campionati sovietici junior | 1°             | 1°             | 1°             |                |                |                |                |                |                |                |                |                |